# Konrad Beyreuther
Konrad Beyreuther (* 14. Mai 1941 in Leutersdorf) ist ein deutscher Molekularbiologe.

## Leben
Konrad Beyreuther wurde wie sein Bruder, der spätere Diplomphysiker und Mediziner Christian Beyreuther, als Sohn von Ilse Beyreuther, geborene Bäuerle, und des evangelischen Pastors und späteren Kirchenhistorikers Erich Beyreuther geboren. Er studierte Chemie an der Ludwig-Maximilians-Universität München. Seine Doktorarbeit fertigte er am Max-Planck-Institut für Biochemie in München bei Adolf Butenandt an. 1968 wurde er von der LMU München zum Dr. rer. nat. promoviert. Anschließend war er bis 1978 Wissenschaftlicher Mitarbeiter am Institut für Genetik der Universität zu Köln. In jener Zeit hatte er auch Forschungsaufenthalte an der Harvard University und am MRC Cambridge, Großbritannien. 1975 habilitierte er sich im Fach Genetik.
Beyreuther war bis 1987 Professor an der Universität zu Köln. Von 1987 bis 2007 war er Professor und Ordinarius am Zentrum für Molekulare Biologie Heidelberg (ZMBH) der Ruprecht-Karls-Universität Heidelberg, dessen Direktor er von 1998 bis 2001 war.
Seit Januar 2006 ist er Gründungsdirektor am Netzwerk Alternsforschung (NAR) an der Universität Heidelberg.

## Wirken
Konrad Beyreuther ist der Entdecker des Amyloid-Vorläufer-Proteins (APP) als möglichem Ursprungsprotein der Alzheimer-Erkrankung. Die heutige weltweite Alzheimer-Forschung geht auf die ursprünglichen Arbeiten von Konrad Beyreuther und seinem Kollegen Colin Masters in den 80er Jahren zurück.
Außerdem entdeckte er 1988 mit britischen Forschern den BSE-Erreger und widmet sich nun der Erforschung der Grundlagen der Alzheimer-Krankheit beim Menschen.
2001 wurde Beyreuther vom damaligen baden-württembergischen Ministerpräsidenten Erwin Teufel zum ehrenamtlichen Staatsrat für Lebens- und Gesundheitsschutz in die Landesregierung berufen. Dieser gehörte er auch im Kabinett unter Ministerpräsident Günther Oettinger als Staatsrat für Lebenswissenschaften an. In dieser Funktion beriet Beyreuther bis zum Juni 2006 das Kabinett aus wissenschaftlicher Sicht auf dem Gebiet der Lebenswissenschaften.

## Ehrungen und Auszeichnungen
- 1987: Korrespondierendes Mitglied der Akademie der Wissenschaften zu Göttingen
- 1988: Robert Pfleger-Forschungspreis
- 1989: Feldberg Prize for Anglo-German Scientific Exchange
- 1990: Potamkin Prize for Alzheimer's Disease Research der American Academy of Neurology
- 1991: Gewähltes Mitglied der Heidelberger Akademie der Wissenschaften
- 1991: Metropolitan Life Foundation Award 1990 for Medical Research
- 1991: Prix de Foundation IPSEN pour la Recherche Therapeutique la Maladie d'Alzheimer et les Demences Senile
- 1991: Max-Planck-Forschungspreis
- 1992: Gewähltes Mitglied der Deutschen Akademie der Naturforscher Leopoldina[2]
- 1995: International Prize for Translational Neuroscience of the Gertrud Reemtsma Foundation[3]
- 1996: Ehrendoktorwürde der Universität Kuopio, Finnland
- 1997: King Faisal International Prize for Medicine
- 1997: Winderemere Travelling Professor 1997, Melbourne, Australia
- 2002: Henry M. Wisniewski Award for Lifetime Achievement in Alzheimer’s Disease Research
- 2004: Bundesverdienstkreuz am Bande des Verdienstordens der Bundesrepublik Deutschland
- seit 2006: Gründungsdirektor am Netzwerk Alternsforschung (NAR) an der Universität Heidelberg
- Gewähltes Mitglied der European Molecular Biology Organization (EMBO)
- Korrespondierendes Mitglied der Gesellschaft der Ärzte in Wien
- 2011: Erster Preisträger des vom Unternehmer Hartwig Piepenbrock gestifteten und vom Deutschen Zentrum für Neurodegenerative Erkrankungen ausgewählten Hartwig Piepenbrock-DZNE Preis für seine Forschungen zum Amyloid-Precursor-Protein[4]
- 2014: Verdienstorden des Landes Baden-Württemberg